# ACK
Acknowledgement (ACK) (en català reconeixement o justificant de recepció), en comunicacions entre computadors, és un missatge que s'envia per a confirmar que el missatge o un conjunt de missatges han arribat. Si el terminal de destí té capacitat per a detectar errors, el significat de ACK és «ha arribat i, a més, ha arribat correctament».